# Grafschaft Viviers

Wappen von Vivarais

Die Grafschaft Viviers mit dem Hauptort Viviers an der Rhône bestand bereits zur Zeit der Karolinger. Sie wurde im 10. Jahrhundert vom Grafen von Toulouse beschlagnahmt.
Tatsächlich war es aber der Bischof von Viviers, der die gräfliche Gewalt ausübte. Er anerkannte im Jahr 1149 die Oberhoheit des Römisch-deutschen Kaisers. Der Albigenserkreuzzug wurde vom Graf von Valentinois ausgenutzt, um den Norden des Vivarais an sich zu reißen, für den er im Jahr 1226 dem König von Frankreich huldigte.
Der Seneschall von Beaucaire beschlagnahmte im Jahr 1229 den bischöflichen Teil der Grafschaft, was Ludwig IX. wieder aufhob, Philipp III. dann aber 1272 wiederholte. Der Bischof konnte nur durch eine Unterwerfung unter die Krone Frankreichs (1286) das Land wieder in Besitz nehmen. Mit einem Traité de Pariage wurde dann 1307 die Macht zwischen König und Bischof aufgeteilt.
Im 15. Jahrhundert nahmen die Bischöfe dann den Titel eines Grafen von Viviers, Fürsten von Donzère und Châteauneuf-du-Rhône an.